# Wojtek Wolski
Wojtek Wolski (Zabrze, 24 febbraio 1986) è un hockeista su ghiaccio polacco con cittadinanza canadese che gioca nella Extraliga con il Oceláři Třinec.

## Carriera

### Giovanili
Wolski frequentò il St. Michael's College School e giocò per la squadra di hockey dei Buzzers nella stagione 2001–02. Nelle quattro stagioni successive fece segnare ben 14 record di franchigia con la squadra dei Brampton Battalion, oltre a conquistare il titolo di miglior giocatore (MVP) della Ontario Hockey League nel 2006. Wolski fu inoltre eletto per la prima volta giocatore del mese della OHL per quattro mesi consecutivi (dicembre, gennaio, febbraio e marzo). Fu anche nominato capitano alternativo della rappresentativa Under-17 dell'Ontario ai Canada Winter Games del 2003.
Wolski fu scelto al primo giro, in 21ª posizione, in occasione dell'NHL Entry Draft 2004 da parte dei Colorado Avalanche.

### Professionista
Wolski fece il suo debutto con la maglia degli Avalanche in occasione dei playoff 2006, riuscendo nell'impresa di marcare tre punti, frutto di un gol e di due assist. Nella sua prima stagione completa da professionista Wolski fu convocato fra i migliori esordienti della lega nella NHL YoungStars Game. In tale circostanza mise a segno due assist per la rappresentativa della Western Conference. Nella stagione 2008-09 Wolski dimostrò tutto il suo talento nell'esecuzione degli shootout, mettendone a segno 10 su un totale di 12 tentativi, stabilendo il primato stagionale di percentuale di rigori andati a segno.
Il 3 marzo 2010 Wolski fu ceduto ai Phoenix Coyotes in cambio di Peter Mueller e di Kevin Porter. In occasione della sua prima partita con i Coyotes Wolski segnò il gol decisivo contro la propria ex-squadra, gli Avalanche, a soli 22 secondi dalla fine del 3° periodo. Tre giorni dopo, alla sua presenza con i Coyotes, segnò un'altra rete in occasione della vittoria per 4-0 contro gli Anaheim Ducks. Il 28 giugno 2010 decise di rinnovare il proprio contratto con la squadra dell'Arizona per altre due stagioni.
A metà della stagione 2010-11 Wolski iniziò a perdere importanza all'interno del roster dei Coyotes. Il 10 gennaio 2011 fu ceduto per la seconda volta in meno di un anno ai New York Rangers in cambio di Michal Rozsíval.
A causa di diversi infortuni nel corso della stagione 2011-12 Wolski collezionò solo 9 presenze con i Rangers, alle quali si aggiunsero 7 apparizioni in American Hockey League con la formazione affiliata dei Connecticut Whale. Il 25 febbraio 2012 fu ceduto ai Florida Panthers fino al termine della stagione in cambio di Michael Vernace ed una scelta al terzo giro nel Draft 2012, esordendo il giorno stesso con una rete contro i Carolina Hurricanes.
Il 12 luglio 2012 Wolski firmò un contratto annuale con i Washington Capitals. A causa del lockout Wolski fece ritorno in patria giocando alcune partite nel campionato polacco con il KH Sanok. Fu inoltre impiegato negli incontri del Gruppo E di Continental Cup, segnando tre reti in altrettante partite.
Nella primavera del 2013 firmò un contratto in Kontinental Hockey League per vestire la maglia del Torpedo Nižnij Novgorod. Dopo due stagioni, una delle quali passata da capitano, Wolski nel 2015 si trasferì al Metallurg Magnitogorsk.

## Palmarès

### Club
- Coppa Gagarin: 1

Magnitogorsk: 2015-2016

### Individuale
- KHL All-Star Game: 1

2015
- OHL First All-Star Team: 1

2003-2004
- OHL Second All-Star Team: 1

2005-2006
- OHL MVP Red Tilson Trophy: 1

2005-2006